# Acme & Immisch Electrical Works
Acme & Immisch Electrical Works, zuvor Messrs M. Immisch & Co, war ein britischer Hersteller von Automobilen.

## Unternehmensgeschichte
Moritz Immisch (1838–1903) gründete 1882 in London das Unternehmen Messrs M. Immisch & Co, das im Bereich Elektro und Elektrik tätig war. 1887 begann die Produktion von Automobilen. Der Markenname lautete Immisch. Später erfolgte die Umfirmierung in Acme & Immisch Electrical Works. Andere Unternehmer wie Magnus Volk bezogen Motoren von Immisch für ihre eigenen Kraftfahrzeuge. 1897 endete die Automobilproduktion. Insgesamt entstanden nur wenige Fahrzeuge, überwiegend im Kundenauftrag.

## Fahrzeuge
Das Unternehmen stellte einige Elektroautos her. Selbst entwickelte Elektromotoren trieben die Fahrzeuge an. Drei- und vierrädrige Modelle wurden hergestellt. Sultan Abdülhamid II. bezog ein Fahrzeug von Immisch.